# ケール包囲戦 (1703年)
ケール包囲戦（仏: Siège de Kehl）は、スペイン継承戦争における戦闘の1つで、1703年2月20日から3月10日まで現在のドイツ・バーデン＝ヴュルテンベルク州の都市ケールにおいて、フランス軍と神聖ローマ帝国軍の間で行われた包囲戦。
戦争が勃発するとドイツ・ライン川の両岸でフランス軍と神聖ローマ帝国軍が対陣、左岸のストラスブールはドイツ進出を図るフランス軍が布陣、右岸はバーデン＝バーデン辺境伯ルートヴィヒ・ヴィルヘルムがフランス軍を阻むべく守備に就いていた。
膠着状態を破ったのはライン川から東に位置するバイエルン選帝侯領で、バイエルン選帝侯マクシミリアン2世エマヌエルはフランスと通じて1702年に反乱を起こし、ドナウ川流域の都市を襲いオーストリアを脅かしていた。この状況を生かすべくフランスの将軍ヴィラールはライン川渡河とバイエルン軍との合流を図りライン川を南下、フリートリンゲンの戦いで帝国軍を破ったが、被害が大きくストラスブールに引き上げていった。
しかし、ヴィラールは翌1703年にも渡河を狙い、ストラスブールにタラール伯カミーユ・ドスタンをドイツ軍の抑えに残し、冬の内に前回と同じルートで南下しフリートリンゲンでライン川を越えて北上、ストラスブールの対岸にある都市ケールを2月20日に包囲した。帝国軍はなすすべもなく3月10日に降伏、包囲戦を済ませたヴィラールはシュヴァルツヴァルト（黒い森）を通過してバイエルン軍と合流した。ドナウ川にフランス・バイエルン軍が合流したことでオーストリアが攻撃される危険性が生じ帝国は大きな危機に陥った。